# Stella Be

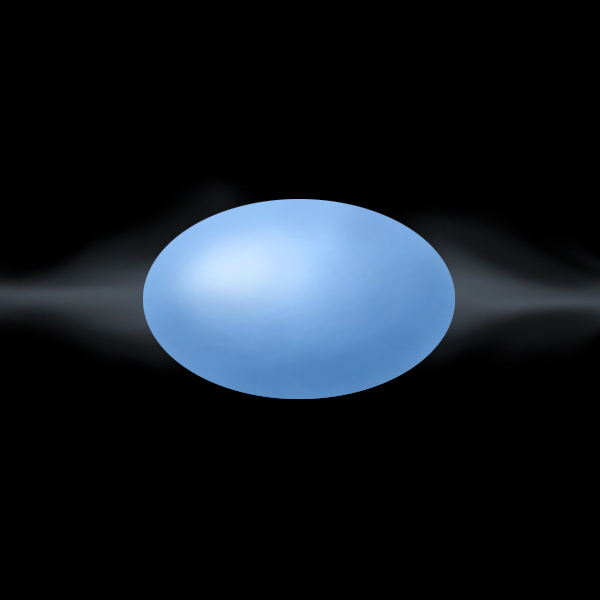
La stella Be Achernar (α Eridani).

Una stella Be è una stella di classe spettrale B il cui spettro è caratterizzato da prominenti linee di emissione (indicate dalla lettera "e" dopo la B) dell'idrogeno; non è rara la presenza di linee di emissione di altri elementi ionizzati, ma normalmente appaiono più deboli.
Altre caratteristiche osservative includono la polarizzazione lineare della luce e spesso un eccesso di emissione infrarossa, dovuta alla presenza di un disco circumstellare. Lo stadio di stella Be è transitorio: ogni stella di classe B può diventare in qualunque momento una stella Be, e viceversa. La prima stella riconosciuta come appartenente a questa classe stellare fu γ Cassiopeiae, osservata nel 1866 da Angelo Secchi, nonché la prima stella sul cui spettro siano state individuate delle linee di emissione.

## Caratteristiche
Sebbene la stragrande maggioranza delle stelle Be siano nella sequenza principale, a questa categoria appartiene un insieme eterogeneo di altri tipi stellari, tra cui stelle pre-sequenza principale (in particolare le stelle Be di Herbig), giganti e supergiganti post-sequenza principale, nuclei di nebulose protoplanetarie e planetarie.
Le linee di emissione delle stelle Be provengono dall'ambiente attorno alla stella, non dalla stella stessa: infatti è stata individuata attorno a questi astri la presenza di dischi circumstellari, costituiti da materia gassosa che si ritiene sia costituita da materiale espulso dalla stella, principalmente idrogeno. L'eccesso di radiazione infrarossa e la polarizzazione sono conseguenza della diffusione della luce stellare da parte del disco, mentre le linee di emissione si originano a seguito del ri-processamento della radiazione ultravioletta stellare all'interno del disco.
Le stelle Be sono caratterizzate da altissime velocità di rotazione, confermata dalle misure interferometriche di alcuni di questi astri, come Achernar (α Eridani). Tuttavia la rotazione non è sufficiente a spiegare come si formi questo disco di materia espulsa; gli astronomi ritengono che intervengano ulteriori meccanismi di espulsione, che coinvolgono il campo magnetico della stella o la presenza di pulsazioni non-radiali della superficie stellare. La natura transitoria della fase di stella Be sembra collegata a questi processi secondari, anche se i meccanismi dettagliati sono ancora oggetto di studio.
Alcune stelle Be sono anche variabili e appartengono principalmente a una delle classi Gamma Cassiopeiae o Lambda Eridani.

### Principali stelle Be
La seguente tabella raccoglie le stelle Be più brillanti del cielo.
| Nome           | Bayer / Flamsteed    | Classe spettrale | Velocità di rotazione (km/s) -limite inferiore- | Magnitudine apparente media |
| -------------- | -------------------- | ---------------- | ----------------------------------------------- | --------------------------- |
| Achernar       | α Eridani            | B3Ve             | 251                                             | +0,45                       |
| Tsih           | γ Cassiopeiae        | B0.5IVe          | 300                                             | +2,15                       |
| —              | η Centauri           | B1Vne            | 333                                             | +2,23                       |
| Phecda o Phad  | γ Ursae Majoris      | A0Ve             | 168                                             | +2,41                       |
| —              | δ Centauri           | B2IVne           | 263                                             | +2,58                       |
| —              | α Arae               | B2Vne            | 298                                             | +2,85                       |
| Alcyone        | η Tauri              | B7IIIe           | 215                                             | +2,85                       |
| Gomeisa        | β Canis Minoris      | B8Ve             | 276                                             | +2,89                       |
| PP Carinae     | p Carinae            | B4Vne            | 285                                             | +3,36                       |
| Elettra        | 17 Tauri             | B6IIIe           | 170                                             | +3,72                       |
| —              | κ Draconis           | B6IIIpe          | 250                                             | +3,88                       |
| —              | 48 Persei            | B3Ve             | 190                                             | +4,00                       |
| Merope         | 23 Tauri             | B6IVe            | 282                                             | +4,14                       |
| —              | θ Coronae Borealis A | B6Vnn            | 393                                             | +4,14                       |
| —              | ψ2 Aquarii           | B5V              | 332                                             | +4,39                       |
| Fum al Samakah | β Piscium            | B6Ve             | 104                                             | +4,49                       |
| —              | ο Puppis             | B1IVnne          | 440                                             | +4,50                       |
| —              | φ Andromedae A       | B6IVe            | 81                                              | +4,54                       |
| Seat           | π Aquarii            | B1Ve             | 300                                             | +4,79                       |
| —              | ψ1 Orionis           | B1Ve             | 310                                             | +4,87                       |
| Pleione        | 28 Tauri             | B8Vpe            | 329                                             | +5,05                       |